# 요네키쓰 마사아키
요네키쓰 마사아키(일본어: 米津政明, 1830년 9월 12일 ~ 1899년 9월 24일)는 일본 에도 시대의 다이묘로, 나가토로번의 4대 번주이다. 쇼나이번주 사카이 다다카타의 열한 번째 아들로, 나가토로 번의 3대 번주 요네키쓰 마사야스의 동생이다. 관위는 종5위하, 이세노카미이다.
만엔 원년(1860년) 5월 9일, 형 마사야스가 은거함에 따라 번주직을 계승하였다. 분큐 원년(1861년) 12월에 종5위하에 서임되었다. 막부 말기의 동란 중에는 농민에 의한 군대를 조직하기도 하였으나, 번 내에서 양이 토막을 주장하는 목소리가 커져가고 이를 억제할 힘이 없었기 때문에, 게이오 원년(1865년) 11월 11일, 맏아들 마사토시에게 가문을 계승하게 하고 은거하였다. 메이지 32년(1899년)에 70세로 사망하였다.
| 전임 요네키쓰 마사야스 | 제4대 나가토로번 번주 1860년 ~ 1865년 | 후임 요네키쓰 마사토시 |